# Hans Lietzmann (Theologe)

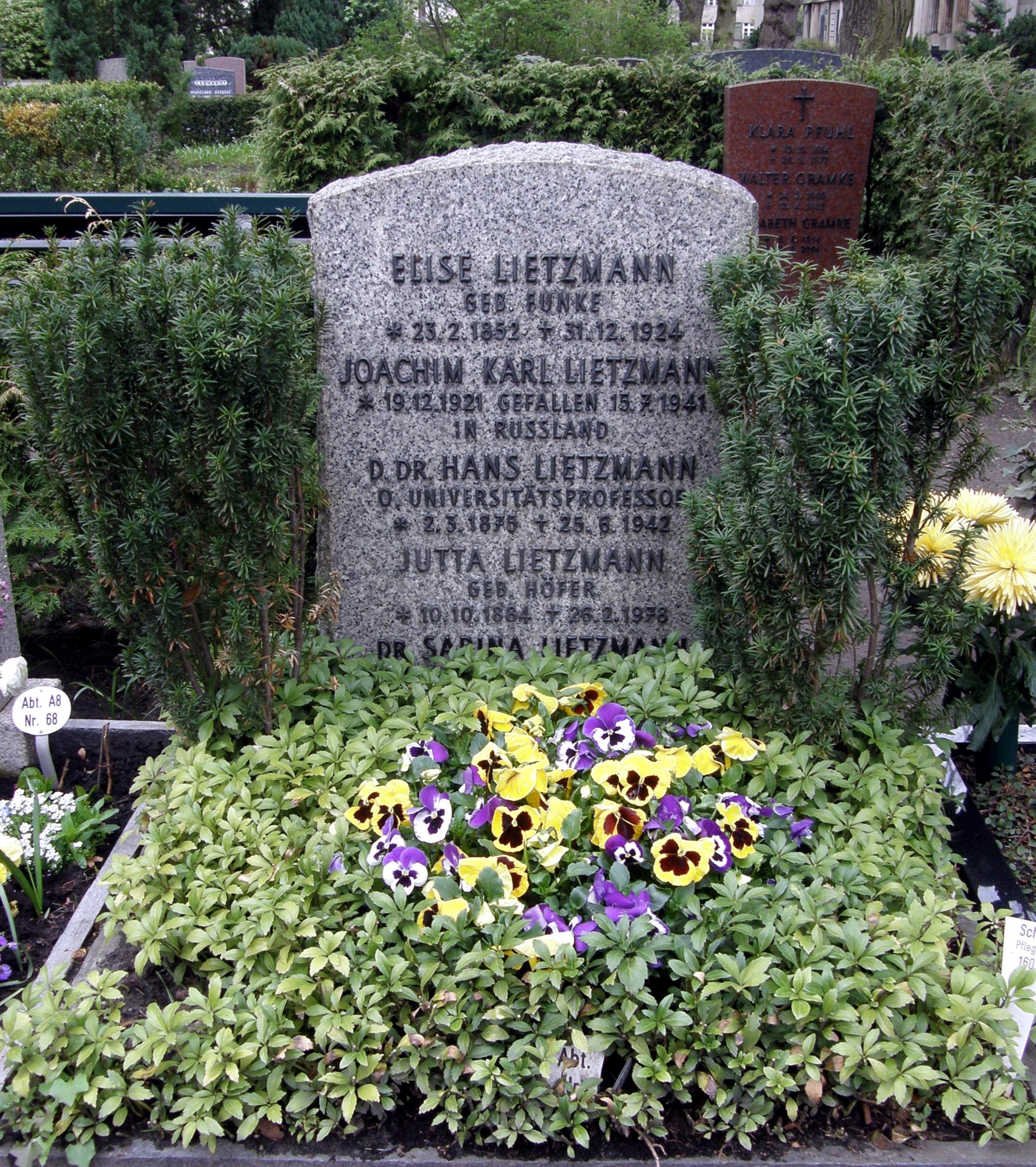
Grab von Hans Lietzmann auf dem Friedhof Wilmersdorf

Hans Lietzmann (* 2. März 1875 in Düsseldorf; † 25. Juni 1942 in Locarno), lateinisch Iohannes Lietzmann, war ein deutscher Kirchenhistoriker und evangelischer Theologe.

## Leben
Lietzmann studierte Theologie und Klassische Philologie in Jena und Bonn bei Hermann Usener, Franz Bücheler, dem Theologen Eduard Grafe und dem Archäologen Georg Loeschcke. Während seines Studiums wurde er 1893 Mitglied der Sängerschaft zu St. Pauli Jena. In Bonn bestand er 1896 das theologische Kandidatenexamen und 1898 das Oberlehrerexamen. 1900 habilitierte er sich für Kirchengeschichte. Lietzmann wurde 1905 Professor für Kirchengeschichte in Jena, 1923 wurde er der Nachfolger Adolf von Harnacks an der Berliner Friedrich-Wilhelms-Universität. Die Königlich-Preußische Akademie der Wissenschaften wählte ihn 1927 zum Mitglied. In Berlin war er zudem von 1926 bis 1942 Ephorus des evangelisch-theologischen Konvikts Johanneum.
Hans Lietzmann war außerdem Mitglied der Berliner Mittwochsgesellschaft. Wissenschaftliche Reisen führten ihn in die Handschriftenbibliotheken von Wien, Basel, Zürich, Venedig, Mailand, Genua, Florenz, Rom, Petersburg und Moskau.
Lietzmann verband die neutestamentliche, kirchen- und liturgiegeschichtliche Forschung mit der Klassischen Philologie, Christlichen Archäologie und vergleichenden Religionswissenschaft und war Herausgeber zahlreicher theologischer Standardwerke. U.a. war er Mitbegründer und bis 1942 Mitherausgeber des Reallexikons für Antike und Christentum.
Er war Herausgeber der Reihe Kleine Texte für Vorlesungen und Übungen und der Tabulae in usum scholarum, beide bei A. Marcus und E. Weber’s Verlag in Bonn erschienen. Während des Ersten Weltkrieges leistete er Arbeit für das Rote Kreuz. Er heiratete 1919 und war Vater dreier Kinder, darunter die Journalistin Sabina Lietzmann. Sein einziger Sohn fiel 1941 im Osten.
Seine letzte Ruhestätte fand Lietzmann auf dem Friedhof Wilmersdorf in Berlin.

## Ehrungen
- Ehrendoktor der Nationalen und Kapodistrias-Universität Athen
- Ehrendoktor der Friedrich-Schiller-Universität Jena

## Schriften
- Geschichte der Alten Kirche. De Gruyter, Berlin 1932 ff.; Neuauflage: Berlin / New York 1999, ISBN 3-11-016498-1.
- als Hrsg. Das Muratorische Fragment und die Monarchianischen Prologe zu den Evangelien (= Kleine Texte für Vorlesungen und Übungen. Band 1). A. Marcus und E. Weber’s Verlag, Bonn 1902 (online auf archive.org); 2. Auflage ebenda.
- als Hrsg.: Die drei ältesten Martyrologie (= Kleine Texte für Vorlesungen und Übungen. Band 2). A. Marcus und E. Weber’s Verlag, Bonn; 2. Auflage ebenda.
- als Hrsg. mit Pio Franchi de Cavalieri: Specimina codicum graecorum vaticanorum (= Tabulae in usum scholarum. Band 1). A. Marcus und E. Weber, Bonn 1910.
- Zeitrechnung der römischen Kaiserzeit, des Mittelalters und der Neuzeit für die Jahre 1–2000 n[ach] Chr[istus]. 4. Auflage. Durchgesehen von Kurt Aland. De Gruyter, Berlin/New York 1984, ISBN 3-11-010049-5.
- Kurt Aland (Hrsg.): Glanz und Niedergang der deutschen Universität. 50 Jahre deutsche Wissenschaftsgeschichte in Briefen an und von Hans Lietzmann. De Gruyter, Berlin 1979, ISBN 3-11-004980-5.
- Kleine Schriften. Drei Bände. Akademie-Verlag, Berlin 1958–1962.
- Messe und Herrenmahl. Eine Studie zur Geschichte der Liturgie. 3. Auflage. De Gruyter, Berlin 1955. (1. Auflage, A. Marcus und E. Webers, Bonn 1926 online)
- Petrus und Paulus in Rom. Liturgische und archäologische Studien. Marcus und Weber, Bonn 1915.
- Wie wurden die Bücher des Neuen Testaments heilige Schrift? Fünf Vorträge. Mohr, Tübingen 1907.
- Catenen. Mitteilungen über ihre Geschichte und handschriftliche Überlieferung. Mohr, Tübingen 1897.
- Der Menschensohn. Ein Beitrag zur neutestamentlichen Theologie. Mohr, Freiburg/Br. 1896.
- Der Glaube Konstantins des Großen. De Gruyter, Berlin 1937 (Digitalisat).

## Nachwirken
Zum Gedächtnis an Hans Lietzmann veranstaltet die Berlin-Brandenburgische Akademie der Wissenschaften gemeinsam mit der Theologischen Fakultät der Friedrich-Schiller-Universität Jena jährlich eine öffentliche Hans-Lietzmann-Vorlesung im Rahmen des Forschungsprojektes Die Griechischen Christlichen Schriftsteller.